# Elecciones legislativas de El Salvador de 1997
Las elecciones legislativas de la República de El Salvador de 1997 se llevaron a cabo el domingo 16 de marzo del mismo año, a pesar de que el partido Alianza Republicana Nacionalista fue el que obtuvo más votos, el partido Frente Farabundo Martí para la Liberación Nacional es el que obtuvo más diputados.

## Resultados Oficiales
El TSE dio los siguientes resultados como oficiales del escrutinio final
|  | 35.40 % |

|  | 33.02 % |

|  | 8.70 % |

|  | 8.36 % |

|  | 3.58 % |

|  | 3.50 % |

|  | 3.15 % |

|  | 2.25 % |

|  | 1.21 % |

|  | 0.63 % |

|  | 0.19 % |

|  | 0.01 % |